# Name Service Switch
Name Service Switch (NSS) — механізм у UNIX-подібних операційних системах, що дозволяє мати більше ніж один метод резолвінгу імен. Джерелами інформації для NSS можуть бути локальні файли (такі, як hosts, /etc/passwd, /etc/group), доменна система імен (DNS), NIS і LDAP.

## nsswitch.conf
Основний метод конфігурування сервісів імен — файл /etc/nsswitch.conf. У цьому файлі вказуються, з яких джерел системою береться інформація про паролі, геші паролів, групи користувачів, як здійснюється резолвінг доменних імен, і деяка інша інформація. Наприклад, якщо використаний параметр files, інформація розміщується у локальних файлах. Параметр ldap вказує на використання LDAP, а nis чи nisplus — на NIS чи NIS+ відповідно. Для WINS використовується слово wins.
Назва бази даних у файлі nsswitch.conf йде першою, за нею двокрапка, і список можливих джерел інформації (розділених пробілом). Наприклад:
```
passwd:     files ldap
shadow:     files
group:      files ldap

hosts:      dns nis files

ethers:     files nis
netmasks:   files nis
networks:   files nis
protocols:  files nis
rpc:        files nis
services:   files nis

automount:  files
aliases:    files

```

Джерела використовуються у тому порядку, в якому вони вказані у файлі.

## Історія
Операційна система Ultrix була однією з перших, де було реалізовано функціональність, майже ідентичну до NSS (ім'я файла конфігурації було /etc/svc.conf). Старіші Unix-подібні системи мали або жорстко закодовані імена файлів для інформації про паролі і імена, або так само жорстко закодовані правила для доступу до специфічних баз даних.
Перша версія NSS з'явилася у операційній системі Solaris від Sun Microsystems. З часом NSS було портовано до FreeBSD, NetBSD, Linux, HP-UX, IRIX і AIX.